# Semiothisa fidoniata
Semiothisa fidoniata är en fjärilsart som beskrevs av Achille Guenée 1858. Semiothisa fidoniata ingår i släktet Semiothisa och familjen mätare. Inga underarter finns listade i Catalogue of Life.